# Tetreuaresta rufula
Tetreuaresta rufula es una especie de insecto del género Tetreuaresta de la familia Tephritidae del orden Diptera.

## Historia
Wulp la describió científicamente por primera vez en el año 1900.